# Pyretaulax
Pyretaulax é um gênero de traça pertencente à família Cosmopterigidae.